# Pamjat
Pamjat (russisch Память, wiss. Transliteration Pamjat'; „Gedächtnis; Erinnerung, Gedenken“) war eine ultranationalistische und antisemitische Gruppierung, die ab 1980 in der Sowjetunion entstand.

## Vorgängerorganisationen
Die späteren Hauptinitiatoren der Organisation waren der Prorektor der Nowosibirsker Universität Nikolai Sagoruiko sowie der Orientalistikprofessor Valieri Emelianow. Sagoruiko hatte zuvor in Nowosibirsk die Freiwilligen-Gesellschaft für Nüchternheit gegründet, die sich für ein Verbot von Alkohol einsetzte und es zumindest regional auch durchsetzen konnte. Der später von Pamjat ausgehende Antisemitismus und Antizionismus waren auch fester Bestandteil auf den Vorträgen der Freiwilligen-Gesellschaft für Nüchternheit. Der Antisemitismus erfuhr in der Sowjetunion unter dem Mantel des Antizionismus seit Ende der 1960er-Jahre staatliche Förderung. Derartige Programme wurden zwar unter Gorbatschow eingestellt, die neuen Freiheiten unter Perestroika und Glasnost gaben nun aber auch nichtstaatlichen Organisationen die Möglichkeit, ihre rechtsextremen Ziele zu verfolgen.

## Geschichte
Die im Ende der 1970er-Jahre immer weiter in den Vordergrund tretenden Tendenzen der Vorgängerorganisation zum Rechtsextremismus führten schließlich zur Gründung von Pamjat. Offizielles Anliegen von Pamjat war die Wiederbelebung russischen Kulturgutes; man setzte sich für die Erhaltung von Kirchen, Ikonen und anderen Altertümern ein. Immaterielle kulturelle Werte sah man vor allem durch angebliche jüdische und freimaurerische Verschwörungen, aber auch durch Vertreter moderner Strömungen in Malerei und Literatur bedroht.
Die Mitglieder und Gefolgschaft von Pamjat setzten auch Bedrohungen und Gewalt zur Durchsetzung dieser Ziele ein. So floh der Pianist Anatol Ugorski 1990 nach Angriffen auf seine Familie in das damalige Ost-Berlin. Pamjat war auch für die Verbreitung der Texte und Ideen des antisemitischen Pamphlets Protokolle der Weisen von Zion in Russland verantwortlich. Der Einfluss von Pamjat auf die russische Gesellschaft war so groß, dass Anfang 1990 die von ihr geförderte antisemitische Stimmung die Auswanderung von Juden nach Deutschland spürbar ansteigen ließ. Im Gegensatz zu anderen nicht staatlichen Vereinigungen blieb die Pamjat-Bewegung von der Staatsmacht weitgehend unbehelligt und erfuhr sogar Unterstützung. Im Mai 1987 veranstalteten Pamjat-Anhänger eine nicht angemeldete Demonstration im Zentrum vom Moskau, um gegen ein Bauprojekt zu demonstrieren. Obwohl es sich um eine illegale Veranstaltung handelte, kam es zu einem zweistündigen Gespräch mit Boris Nikolajewitsch Jelzin, der zu diesem Zeitpunkt 1. Sekretär des Stadtkomitees der KPdSU in Moskau war.
Während aus Pamjat heraus eine Reihe weiterer radikaler Gruppierungen entstanden, löste sich die Organisation selbst wegen interner Konflikte in den 1990er-Jahren wieder auf.
Der russische Sänger Igor Talkow, ein Anhänger der Pamjat-Bewegung, wurde 1991 bei einem Konzert im Sportpalast von Sankt Petersburg erschossen.

## Mitglieder
- Alexander Geljewitsch Dugin
- Ilja Sergejewitsch Glasunow